# 253-я пехотная дивизия (вермахт)
253-я Рейнско-вестфальская пехотная дивизия — тактическое соединение сухопутных войск вооружённых сил нацистской Германии периода Второй мировой войны.
Дивизия была сформирована в начале Второй мировой войны в VI военном округе. Действовала в период с 1939 по 1941 год сначала на Западном, а с 1941 года — на Восточном театре военных действий. Солдаты дивизии происходили преимущественно из административных округов Рейнланда и Вестфалии и проходили подготовку в районе Аахена, где во время войны дислоцировались резервные воинские части упомянутого соединения.

## Формирование и боевой путь
253-я пехотная дивизия была сформирована в начале сентября 1939 года в районе Дюссельдорфа в VI военном округе как дивизия четвёртой волны. В соответствии с имевшимися мобилизационными планами части дивизии состояли из запасных (учебных) батальонов, созданных для призывников тех годов рождения, не прошедших военной подготовки вследствие отсутствия в Веймарской республике закона о всеобщей воинской повинности в период между 1918 и 1935 годами. Поэтому в штате 253-й пехотной дивизии при мобилизации оказался довольно высокий процент запасников, никогда не служивших в армии, и лишь небольшое число находившихся на действительной военной службе солдат. Наряду с этим не существовало и штабов. В результате 253-я пехотная дивизия к началу военных действий оставалась небоеспособной.
Ни в польской кампании, ни в операциях против стран Скандинавии дивизия не принимала участия, обеспечивая в первые военные месяцы охрану границ и занимаясь боевой подготовкой личного состава в районе Дюссельдорфа, Кельна и Аахена. С февраля 1940 года дивизия дислоцировалась южнее Аахена на левом фланге группы армий «В», в задачу которой входило, действуя в соответствии с планом Манштейна, выдвинуться через Нидерланды и северную Бельгию в целях воспрепятствования осуществлению инстинктивных планов союзников.
С началом немецкого нападения на Францию и связанным с ним нападением на Бельгию, Люксембург и Нидерланды, 253-я пехотная дивизия выдвинулась на запад с целью форсирования Мааса на участке между Аахеном и Льежем в районе Визе. По завершении первого этапа сражений и взятия Льежа, части 453-го пехотного полка дивизии были вовлечены в ожесточённые бои за бельгийскую крепость Нёфшато и понесли большие потери, а 253-й артиллерийский полк, участвовавший в обстреле форта Баттис, стал продвигаться через Намюр и Шарлеруа к расположенному на севере Франции Лиллю. Здесь дивизия сражалась как с регулярными французскими войсками, так и с частями британского экспедиционного корпуса. После капитуляции Бельгии и овладения Лиллем дивизия повернула на юг. Сначала она во второй половине июня форсировала Марну, затем в районе Витри канал Рейн — Марна, продвинулась через Бриенн до Сэна, форсировала его и на момент капитуляции Франции находилась юго-западнее Преси.
С 15 июля 1940 года по апрель месяц 1941 года дивизия была дислоцирована в районе Шалона-сюр-Марна во Франции. Здесь ей вменялось в обязанность осуществление оккупационного режима, помощь в уборке урожая и надзор за передвижением военнопленных союзников, а также контроль за передвижением беженцев. После переброски транспорта в район сосредоточения, непосредственно перед нападением на Советский Союз, части 253-й пехотной дивизии в период с апреля по июнь 1941 года располагались в районе Ангераппа в Восточной Пруссии вблизи от германо-советской демаркационной линии и занимались подготовкой к предстоящим операциям.

## Операция «Барбаросса»
22 июня 1941 года дивизия приняла участие в операции «Барбаросса» в составе резерва 16-й армии в тылу правого фланга группы армий «Север», целью наступления которого был Каунас. В июле дивизия продолжала наступать через Литву и Латвию, причем непосредственно в боевых операциях участвовала меньшая её часть, а большинству пехотных полков и дивизионов была поставлена задача заниматься выявлением отставших от своих частей солдат Красной армии, а также проведение так называемых «акций умиротворения». В конце июля 1941 года дивизия участвовала в сражении за Великие Луки, в ходе которого понесла значительные потери.
Согласно справке Разведывательного отдела штаба 22-й армии о группировке противостоящего противника по состоянию на 20 августа 1941 г.:

За период с 5 по 20 августа 1941 года 253-я пехотная дивизия вермахта не предпринимала активных действий, производила местные работы, минирование наиболее важных подступов, дорог и обеспечивала свой левый фланг подтягиванием резервов в район Овсище, Тулубаево, Заболотье.

Участок Великие Луки, озеро Савинское. В секторе Великие Луки от Овсище до реки Ловать 253-я пехотная дивизия, растянутая на широком фронте, усиленная 84-м пехотным полком 8-й пехотной дивизии вермахта в районе Земляничина, Русанова. Батальон 84-го пехотного полка 8-й пехотной дивизии и разведывательный батальон 253-й пехотной дивизии — в районе Тулубаево, Заболотье.

По показаниям попавших в советский плен, 253-я пехотная дивизия вермахта 8 августа 1941 года получила пополнение и за счёт частичной укомплектованности частей первой линий выделила резерв силою до батальона в районе оз. Кислое.

В течение всего августа 253 пд в первой линии имела 453 и 464 пп. 473 пп одним батальоном занимает участок Лохны, Грибушино; остальные два батальона этого полка находились в резерве.

По показаниям пленных, 253 пд в боях под Великие Луки понесла около 60 % потерь людского состава и с 1 августа ожидает смены и пополнения.
На участке южн. ж. д. Великие Луки, Ново-Сокольники 30.7 была выдвинута 251 пд. Документально и показаниями пленных дивизия имела задачей прорвать фронт на участке Кобылино, Лошиково и наступлением в вост., а затем в сев.-вост. направлениях окружить 48 тд. На этом участке дивизия действовала до 4.8, затем была переброшена на участок Пронино, оз. Лозовское и с 5.8 на фронте не отмечается (на этом участке с 5.8 не захвачено ни одного пленного). Возможно, за счёт растяжки фронта 253 пд и 86 пд, 251 пд снята с фронта 22 А и переброшена на другое направление. На участке Пронино, оз. Лозовское отмечаются мелкие группы пр-ка, занимающие окопы.

Всего на участке Великие Луки, оз. Савинское, по неполным данным, отмечается до 4-х пп (данные требуют проверки и уточнения).

3. Участок оз. Савинское, оз. Двинье. Участок оз. Плоское, Обливково продолжают оборонять части 86 пд. До 2.8 этот участок оборонял 216 пп и, понеся большие потери, был отведён на пополнение. Последний был сменён 184 пп. В 15-дневных боях 184 пп понёс около 50 % потерь людского состава и 17.8 был сменён пополненным 216 пп и отведён в тыл.

Участок Белая Нива, Бардено обороняют два полка (301 и 312 пп) 206 пд, имея в среднем на батальон передовой линии по 3-3,5 км. Третий полк (413) находился во втором эшелоне дивизии.

14.8 312 пп сменён 413 пп и переброшен на смоленско-вяземское направление. Одновременно участок от Бардено до т. Двинье 13.8 был усилен сводным самокатным батальоном 26 пд. 7.8 на участок Курилово, Пустошка начал прибывать так называемый отряд Брюнинга (состав и численность его неизвестны), а в район Адамово, Пухнов, оз. Усмынское начала прибывать 256 пд, которая закончила сосредоточение к 14.8 и начала выдвижение своих передовых частей зап. оз. Двинье (476 пп).
Таким образом, из участке оз. Савинское, оз. Двинье на 20.8 занимает оборону 216 пп 86 пд, 301 и 413 пп 206 пд, отряд Брюнинга и закончено сосредоточение 256 пд. Всего в общей сложности не менее двух пд, основная группировка которых до четырёх пп — на участке Завидова, оз. Двинье.

4. Вывод по группировке.
Занимая оборону на широком фронте на участке Великие Луки, оз. Савинское, противник усилил свою группировку 256 пд на участке оз. Савинское, оз. Двинье, имея основные силы этой группировки южн. Курилово, Моткина, тем самым обеспечивая ильинско-ярцевскую группировку и их коммуникации от удара с севера. Не исключена также возможность попытки пр-ка перейти в наступление в направлении Кунья.
Пом. начальника Разведотдела майор Шабунин— 

### Операция Тайфун
С сентября по декабрь 1941 года дивизия наступала на Ржев (северо-западнее Москвы). В указанный период 253-я пехотная дивизия была переброшена с правого фланга группы армий «Север» на левый фланг группы армий «Центр» и вплоть до апреля 1943 года, не считая кратких перерывов, входила в состав XXIII армейского корпуса 9-й армии. Её продвижение между озером Волго и Ржевом для нанесения удара по Калинину продолжалось до самой середины декабря 1941 года и завершилось выходом к реке Волге. После этого в результате советского контрнаступления, а также значительных потерь личного состава и техники дивизия перешла к обороне. Дивизия осуществляла оборону участка фронта в районе Селижарово примерно в 70 км севернее Ржева. Здесь она провела зиму 1941—1942 годов, участвуя в оборонительных боях 9-й армии, в ходе которых в январе 1942 года попала в окружение и оказалась отрезанной от основных немецких сил.
После стабилизации обстановки, на протяжении почти всего 1942 года никаких существенных изменений линия фронта не претерпела, начался этап позиционной войны, поскольку направление главного удара немцев сместилось на участок действия группы армий «Юг». Эта относительно спокойная фаза периодически прерывалась попытками Красной армии устранить выступ линии фронта у Ржева, до сих пор представлявший угрозу для Москвы.
В ходе второго сражения за Ржев в июле — августе 1942 года и третьего зимой 1942 года большая часть дивизии участвовала на северной периферии боевых действий, в то время как отдельные её подразделения периодически переподчинялись другим соединениям, и им выпало участвовать в самых кровопролитных боях за город Ржев.
В начале 1943 года немецкое командование предприняло попытку освобождения участка территории вокруг Ржева, сильно выступавшего из отодвинувшейся основной линии фронта немцев в ходе зимних сражений 1941—1942 годов. Целью данной операции было сокращение линии фронта группы армий «Центр», позволявшее высвободить часть сил для срочного усиления других участков фронта. По завершении отхода, названного операцией «Бюффель» (март 1943 года), 253-я пехотная дивизия вместе с ещё двадцатью одной дивизией была постепенно отведена с прежнего оперативного участка. В июле 1943 года дивизию в полном составе перебросили из-под города Ярцево Смоленской области в район к северу от Орла. Здесь она вошла в состав 4-й армии и на северо-восточном фланге Орловского выступа обеспечивала оборону в ходе контрнаступления Советов, обернувшегося провалом немецкого летнего наступления 1943 года в районе Орла и Курска.
После отступления из Орловского выступа дивизия вновь была переподчинена командованию 9-й армии. Уже в её составе она во второй половине 1943 года отошла к Брянску, а потом на расположенную за Днепром оборонительную линию «Пантера» в районе Гомеля.
Зима 1943—1944 годов прошла в оборонительных боях в районе юго-восточнее Бобруйска у реки Березины. Здесь немецкое командование рассчитывало стабилизировать фронт на более длительный срок. Поэтому на данном участке снова было начато сооружение оборонительных позиций и установлено оккупационное управление для контроля занятой дивизией территории. Ещё до широкомасштабного наступления Красной Армии и изгнания немецких войск в июле 1944 года дивизия была выведена из состава XLI танкового корпуса и передана LVI танковому корпусу, и, таким образом, ей посчастливилось не разделить участь многочисленных разгромленных немецких частей и соединений.
В начале апреля 1944 года дивизия в составе LVI танкового корпуса по железной дороге была переброшена в Хелм для участия в наступлении с целью деблокирования Ковеля. В июне 1944 года дивизия вышла из состава группы армий «Центр» и была переподчинена 4-й танковой армии, действовавшей в составе группы армий «Северная Украина».
В ходе отступления, вызванного летним наступлением советских войск, 253-я пехотная дивизия во второй половине 1944 года отходила на Запад, оставляя в стороне Хелм и Люблин, перейдя Буг и направляясь к западному берегу Вислы. Через несколько недель позиционной войны, начиная с октября 1944 года, последовали арьергардные бои в районе Западных Бескид, в ходе которых соединение было оттеснено в Верхнюю Силезию.
В описываемый период 253-я пехотная дивизия принадлежала к различным корпусам 1-й танковой армии группы армий «Центр». В таком положении она провела последние месяцы войны (с марта до мая) 1945 года в районе Шварцвассера и в Моравии. Под натиском наступавших частей Красной Армии она через Тешен и Моравска Острава вынуждена была отступить к Дойч-Броду южнее Праги. Здесь 253-й пехотной дивизии и ещё нескольким соединениям была поставлена задача как можно дольше удержать наступавшие советские силы с тем, чтобы дать возможность частям группы армий «Центр» добровольно сдаться американским частям. В конце войны остатки 253-й пехотной дивизии капитулировали и 8 — 10 мая 1945 года попали в советский плен, из которого оставшиеся в живых солдаты дивизии возвратились в Германию между 1947 и 1950 годами.
Запасные части 253-й пехотной дивизии преимущественно находились в сфере компетенции двух судов: суда 156-й дивизии и суда 526-й дивизии. Оба суда относятся к надёжно задокументированным. Далее незадолго до конца войны несколько судебных дел было возбуждено в суде 476-й дивизии против служащих одной из дивизионных частей. В списках уголовных дел и судебных процессов в период с 1942 по 1945 год перечислены несколько сотен судебных процессов против служащих запасных частей 253-й пехотной дивизии.
Включение в дивизию запасных дивизий — с 1939 года и до конца 1942 года — 156-й дивизии, затем с 1942 по 1945 год — 526-й дивизии.

## Боевой состав 7 июля 1941
- 253-я пехотная дивизия:
  - 253-й картографический отряд
  - 253-й взвод мотоциклистов-посыльных
  - 453-й пехотный полк
    - 1 штабная рота полка
    - 1 пионерный взвод (3 ручных пулемёта)
    - 1 взвод связи
    - 1 полковой оркестр
    - 1-3-й батальоны, каждый в составе:
      - 3 пехотные роты, каждая из которых имеет: (12 ручных пулемёта, 3 ПТР и 2 50-мм миномёта)
      - 1 пулемётная рота (12 станковых пулемётов и 6 80-мм миномётов)
      - 1 рота пехотных орудий (2 150-мм орудия SIG и 6 75-мм орудий LeIG)
      - 1 противотанковая батарея (3 47-мм, 9 37-мм Pak 36 и 6 ручных пулемётов)

  - 464-й пехотный полк: то же, что и 453-й пехотный полк
  - 473-й пехотный полк: такой же, как 453-й пехотный полк
  - 253-й артиллерийский полк
    - Полковая штабная батарея
    - 1-й, 2-й и 3-й батальоны, каждый в составе:
      - 1 штабная батарея
      - 3 батареи (по 4 105-мм орудия и 2 ручных пулемёта)

    - 4/253-й артиллерийский полк
      - 1 штабная батарея
      - 3 батареи (4 150-мм орудия sFH и 2 пулемёта на каждую)

  - 253-й противотанковый дивизион
    - 1 (моторизованный) взвод связи
    - 2 (моторизованные) противотанковые батареи (3 47-мм французских ПТ-орудия, 9 37-мм пушек Pak 36 и 6 ручных пулемётов на каждую)
    - 1 (моторизованная) противотанковая батарея (9 37-мм Pak 36 и 6 ручных пулемётов)

  - 253-й разведывательный батальон
    - 1 (t-mot) взвод связи
    - 2 велосипедных эскадрона (12 ручных пулемёта, 2 станковых пулемёта, 3 ПТ-ружья, 3 50-мм миномёта)
    - 3 противотанковых ружья, 3 50-мм миномёта)
    - 1 (моторизованный) отделение пехотных орудий (2 75-мм ПТ-орудия)
    - 1 противотанковый взвод (3 37-мм Pak 36 & 1 ручной пулемёт)

  - 253-й батальон полевого пополнения (6 рот)
  - 253-й (t-mot) пионерный батальон
    - 1 (велосипедная) пионерская рота (9 ручных пулемётов)
    - 2 пионерная рота (9 пулемётов на каждого)

  - 253-й (моторизованный) батальон связи
    - 1 (моторизованная) радиорота (2 ручных пулемёта)
    - 1 (tmot) телефонная рота (2 ручных пулемёта)
    - 1 (моторизованная) колонна снабжения (2 пулемёта)

  - 253-й отряд снабжения
    - 1-3/253-я лёгкие (моторизованное) колонны снабжения (1 ручной пулемёт на каждую)
    - 4-8/253-я лёгкие колонны снабжения (1 ручной пулемёт на каждую)
    - 9/253-я (моторизованная) лёгкая колонна снабжения (2 пулемёта)
    - 253-й (моторизованный) взвод технического обслуживания (2 пулемёта)
    - 253-я (моторизованная) рота снабжения (2 пулемёта)

  - 253-я (моторизованная) полевая пекарня (2 пулемёта)
  - 253-я (моторизованная) полевая мясная рота (2 пулемёта)
  - 253-я дивизионная администрация (2 пулемёта)
  - 253-й (моторизованный) полевой госпиталь (2 пулемёта)
  - 1/253-я медицинская рота (2 пулемёта)
  - 2/253-я (моторизованная) медицинская рота (2 ручных пулемёта)
  - 1/253-я (конная) санитарная рота (2 пулемёта)
  - 2/253-я (моторизованная) санитарная рота (2 пулемёта)
  - 253-я ветеринарная рота (2 ручных пулемёта)
  - 253-й (моторизованный) отряд военной полиции (2 ручных пулемёта)
  - 253-я (моторизованная) полевая почта (1 ручной пулемёт)[2]

## В составе
- В июне 1942: в составе 23-го армейского корпуса
- В марте 1945: в составе 51-го горного армейского корпуса

## Командный состав

### Командиры дивизии
- генерал-лейтенант Фриц Кюне (26 августа 1939 года — 7 марта 1941 года)
- генерал-лейтенант Отто Шеллерт (7 марта 1941 года — 18 января 1943 года)
- генерал-лейтенант Карл Беккер (18 января 1943 года — 17 июня 1944 года)
- генерал-лейтенант Ганс Юнк (17 июня 1944 года — 28 июня 1944 года)
- генерал-лейтенант Карл Беккер (28 июня 1944 года — 5 мая 1945 года)
- генерал-майор Йоахим Шватлогестердинг (5 мая 1945 года — 8 мая 1945 года)

## Военные преступления в годыВторой мировой войны
Из приказа по 464-му пехотному полку 253-й пехотной дивизии вермахта от 20 октября 1941 года:

Необходимо иметь в виду минированную местность. Использование сапёров не всегда возможно. Батальоны должны будут вести бой сами, не ожидая помощи. Я рекомендую использовать, как это с успехом практиковалось в первом батальоне 464-го полка, русских военнопленных (особенно сапёров). Любое средство оправдано, когда необходимо быстро преодолеть местность.
— Преступные цели — преступные средства. Документы об оккупационной политике фашистской Германии на территории СССР (1941-1944 гг.). М. Экономика, 1985, стр. 137-138 со ссылкой на ЦГАОР СССР, ф. 7445, оп. 2, д. 103, л. 35. Перевод с немецкого